# Péninsule de Clark

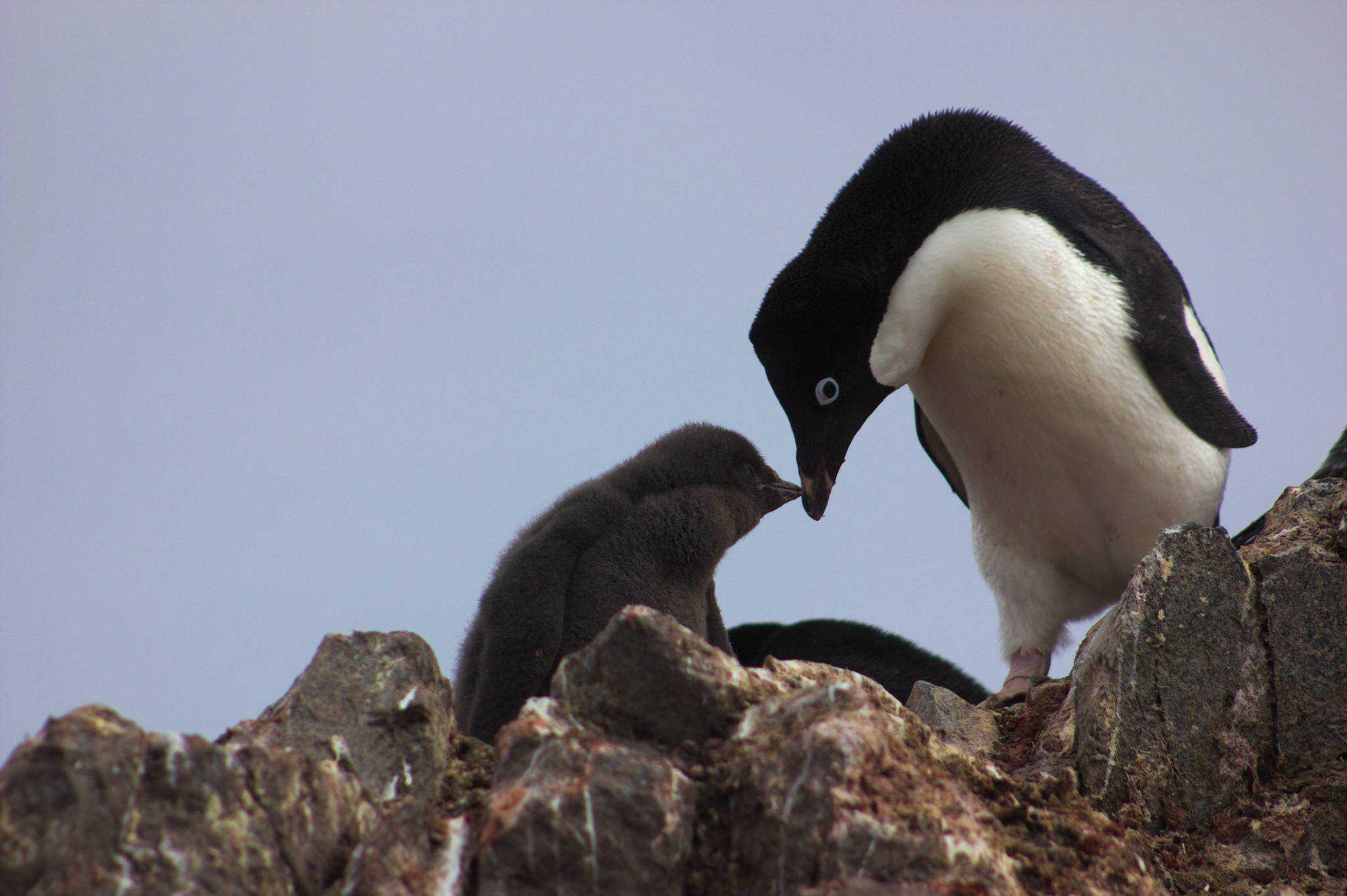
Un grand nombre de manchots Adélie se reproduisent sur la péninsule

La péninsule de Clark est une péninsule rocheuse, d'environ 3 km (2 mi) de long et de large, située 5 km (3 mi) au nord-est de la station Casey en Australie, du côté nord de la baie de Newcomb, sur la côte Budd de Wilkes Land en Antarctique.

## Histoire
La péninsule a été cartographiée pour la première fois à partir de photographies aériennes prises par la marine américaine lors de l'opération Highjump en février 1947. Elle est considérée à cette période comme une île reliée à la glace continentale par une rampe de neige abrupte rejoignant la côte Budd. Elle a ensuite été photographiée de l'air par l'expédition soviétique de 1956 et les expéditions nationales australiennes de recherche antarctique (ANARE) de 1956 et 1962. 
Le groupe chargé de la construction de la base de Wilkes en 1957, dont le siège était alors situé à Clark, réalise qu'il s'agit en réalité d'une péninsule et non d'une île. Le groupe est dirigé par le chef de la station scientifique Carl R. Eklund, qui a mené de nombreuses études au sol et donné le nom à de nombreuses caractéristiques de la péninsule. La péninsule elle-même a été nommée par le Comité consultatif sur les noms antarctiques (US-ACAN) en mémoire du capitaine John E. Clark, capitaine de l' USS Currituck, navire amiral du groupe opérationnel occidental de l'opération Highjump de 1946–1947. 

## La géographie
La péninsule Clark est suffisamment grande pour que de nombreuses caractéristiques de sa côte aient été cartographiées et nommées individuellement. La péninsule se jette dans l'océan à l'ouest. Les caractéristiques notables sont cartographiées le long du littoral, du nord vers le sud. Sauf indication contraire, toutes les caractéristiques suivantes ont d'abord été cartographiées à partir de photos aériennes prises par l'opération Highjump en 1946–1947, et nommées par Carl Eklund à la suite d'enquêtes au sol en 1957, en l'honneur des membres du groupe de construction de la base de Wilkes.
La première caractéristique notable de la côte nord de la péninsule est la crique Stevenson. Elle a été nommée en l'honneur d'Andrew Stevenson, conseiller économique du Comité de la Chambre des représentants des États-Unis sur le commerce interétatique et étranger, auteur d'un rapport pour le Comité sur l'Année géophysique internationale dans l'Arctique et l'Antarctique. À l'ouest se trouve l'extrémité nord de la péninsule, la pointe Blakeney. Elle a été nommée par l'US-ACAN en l'honneur d'AA Blakeney, le compagnon du photographe de l'opération Highjump. 
Whitney Point est une pointe rocheuse qui marque le côté nord de l'ouverture de la crique Powell. Lors de la cartographie initiale, elle fut initialement désignée comme une petite île. Elle a été nommée en l'honneur de la compagne du photographe IA Whitney de l'opération Highjump. La crique Powell  a été nommée d'après l'aérographe James T. Powell. L'extrémité la plus à l'ouest de la péninsule est la pointe Stonehocker, qui est le site de la base de Wilkes. Elle a été nommée en l'honneur du scientifique ionosphérique Garth H. Stonehocker. Au sud de la pointe Stonehocker se trouve la crique Noonan, du nom du photographe Paul F. Noonan. Au sud, la baie Newcomb sépare la péninsule Clark de la péninsule Bailey. À l'intérieur des terres à l'est, à la base de la péninsule se trouvent les moraines de Løken, une ligne de moraines orientées nord-sud. 

### Caractéristiques en mer
Un récif rocheux étroit appelé Dahl Reef, qui se découvre à marée basse, se trouve à 1,4 milles marins (2,6 km) au nord-ouest de la pointe Stonehocker. Il a été cartographié pour la première fois en 1962, lors d'un levé hydrographique de la baie de Newcomb et des approches, par d'AT Gale de l'ANARE. Il a été nommé après Egil Dahl, troisième compagnon sur le Thala Dan, le navire utilisé par l'ANARE en 1962. 
Gibney Reef est exposé 0,5 milles marins (0,9 km) au large, à l'ouest de la péninsule. Il a été cartographié pour la première fois en février 1957 par un groupe de l'USS Glacier. Le nom a été suggéré par le lieutenant Robert C. Newcomb, USN, le navigateur de Glacier (un navire), après que l'idée du matelot Joseph Gibney de le nommer Mussolini Reef a été rejetée.

## Zone spécialement protégée de l'Antarctique
Les 9.4 km2 de la péninsule sont protégés en vertu du Système du Traité sur l'Antarctique en tant que Zone spécialement protégée de l'Antarctique (ZSPA) n°136 en raison des programmes de recherche à long terme et des études de surveillance menées sur ses communautés végétales et ses colonies de reproduction de manchots Adélie. Parmi les autres oiseaux qui se reproduisent sur le site, on peut mentionner les skuas polaires du sud, les pétrels des tempêtes de Wilson et les pétrels des neiges.  Le site a également été désigné zone importante pour les oiseaux (ZICO) par BirdLife International en raison de son grand nombre d'oiseaux marins nicheurs.